# Ramona 23
Ramona 23, również R23, RY23, właśc. Łukasz Wrzalik (ur. 23 grudnia 1981) – polski raper. Członek zespołów Cromm Cruac i RR Brygada. Prowadzi także solową działalność artystyczną.

## Życiorys
Działalność artystyczną rozpoczął na początku XXI w. wraz z zespołem Cromm Cruac, z którym nagrał trzy albumy. Ponadto występuje w duecie RR Brygada, w ramach którego nagrał trzy płyty. Pierwszy solowy album rapera Uliczny flowklor ukazał się w 2003 roku, jednak pierwsze powszechnie dostępne nagrania ukazały się w 2009 roku na mocy kontraktu z wytwórniami 5 Element, a następnie Szpadyzor Records.
Wrzalik współpracował z takimi wykonawcami i grupami muzycznymi jak: DonGURALesko, Matheo, Killaz Group, Kaczmi, WWO, DJ Decks, Peja, Szad, czy Beat Squad. W latach 2000–2010 wystąpił gościnnie na dwudziestu czterech albumach. W lutym 2010 roku raper uzyskał nominację w plebiscycie Podsumowanie 2009 serwisu Poznanskirap.com w kategorii artysta roku.
17 marca 2012 roku ukazał się kolejny solowy album Ramony pt. Magiczne pióro.

## Pseudonim artystyczny
W udzielonym w 2006 roku wywiadzie opublikowanym na stronach serwisu hip-hop.pl Wrzalik wypowiedział się następująco na temat swego pseudonimu artystycznego:

Wiedziałem, że to pytanie padnie. Kiedyś leciał duński serial pt. "Ramona" o dziewczynce, która miała identyczną fryzurę jak ja wtedy, na tzw. garnek. Wiara tak to podłapała, że od siódmego roku życia tak mnie nazywają. Niektórzy nie wiedzą nawet jak mam właściwie na imię, bo wszyscy mówią tylko Ramona.

## Dyskografia
| Tytuł            | Dane dot. albumu                                      |
| ---------------- | ----------------------------------------------------- |
| Uliczny folklor  | - Data: 2003 - Wydawca: brak (nielegal)               |
| Western trylogia | - Data: 13 marca 2009 - Wydawca: 5 Element            |
| Uliczny flowklor | - Data: 6 listopada 2009 - Wydawca: Szpadyzor Records |
| Magiczne pióro   | - Data: 17 marca 2012 - Wydawca: Szpadyzor Records    |
| Uliczny folwark  | - Data: 31 maja 2013 - Wydawca: Szpadyzor Records     |
| Obudź się        | - Data: 6 czerwca 2014 - Wydawca: Chili Box Records   |

| Tytuł                                                      | Dane dot. albumu                                    |
| ---------------------------------------------------------- | --------------------------------------------------- |
| Western (oraz DJ Soina)                                    | - Data: 2005 - Wydawca: brak (nielegal)             |
| Płyta jednodniowa (oraz Galon)                             | - Data: 2005 - Wydawca: brak (nielegal)             |
| Western 2 (oraz Kowall)                                    | - Data: 2006 - Wydawca: brak (nielegal)             |
| Łestern 3 (oraz Galon)                                     | - Data: 26 marca 2007 - Wydawca: brak (nielegal)    |
| Czerwonacka masakra wódką żołądkową (oraz Galon)           | - Data: 25 marca 2008 - Wydawca: brak (nielegal)    |
| Miliony decybeli: płyta jednodniowa 2 (oraz Wasp i Kowall) | - Data: 12 kwietnia 2010 - Wydawca: brak (nielegal) |

Inne
| Album                                                                  | Rok  | Uwagi                                                                                       | Źródło |
| ---------------------------------------------------------------------- | ---- | ------------------------------------------------------------------------------------------- | ------ |
| Cromm Cruac – Na pohybel                                               | 2000 | członek zespołu                                                                             | [ 16 ] |
| Cromm Cruac – Życia blaski i cienie                                    | 2001 | członek zespołu                                                                             | [ 16 ] |
| Greg – Majestat                                                        | 2004 | gościnnie rap w utworze "Naładowany"                                                        | [ 17 ] |
| Niczego Sobie – Silny materiał LP                                      | 2004 | gościnnie rap w utworze "Zielone lata"                                                      | [ 18 ] |
| Kobra & DJ Simo – Mixtape Vol. 2                                       | 2005 | gościnnie rap w utworze "K&RY"                                                              | [ 19 ] |
| Ognik Reprezenta – Ta muzyka                                           | 2005 | gościnnie rap w utworach "Nie pchaj łap" i "Nie pchaj łap (RMX)"                            | [ 20 ] |
| RR Brygada – Zasada                                                    | 2005 | członek zespołu                                                                             | [ 21 ] |
| Kobra/Oldas – Klasycznie                                               | 2006 | gościnnie rap w utworze "Rap ekspert"                                                       | [ 22 ] |
| Bubel – Prowizorka                                                     | 2006 | gościnnie rap w utworze "Majstersztyk"                                                      | [ 23 ] |
| DonGURALesko & DJ Kostek – Jointy, konserwy, muzyka bez przerwy        | 2006 | gościnnie rap w utworze "Samotny cowbuoy"                                                   | [ 24 ] |
| Jajo – Od zmierzchu do świtu                                           | 2007 | gościnnie rap w utworze "Nieważne"                                                          | [ 25 ] |
| DonGURALesko & Matheo – Manewry mixtape. Z cyklu janczarskie opowieści | 2007 | gościnnie rap w utworach "Pimpuś", "Manewry (Matheo RMX)" i "Manewry (Screw & Chopped RMX)" | [ 26 ] |
| Killaz Group – Operacja kocia karma                                    | 2007 | gościnnie rap w utworze "Manewry"                                                           | [ 27 ] |
| Lont & Kowall – Szybki pomysł                                          | 2007 | gościnnie rap w utworze "Gęgławo"                                                           | [ 28 ] |
| Cromm Cruac – Łapu capu – opowieści po pijaku                          | 2007 | członek zespołu                                                                             | [ 16 ] |
| Galon – Bez gier LG                                                    | 2007 | gościnnie rap w utworze "Pierestrojka" i "Luzzz"                                            | [ 29 ] |
| Blejd – Ej Joł Mixtape: "6+9"                                          | 2008 | gościnnie rap w utworze "Kwadrat"                                                           | [ 30 ] |
| W.B.U. – Powiem Ci że...                                               | 2008 | gościnnie rap w utworze "Po 1,2,3..."                                                       | [ 31 ] |
| Beat Squad – Zapach lata                                               | 2008 | gościnnie rap w utworach "Hip-hop non stop", "Balanga" i "Nałóg (utwór dodatkowy)"          | [ 32 ] |
| DJ Decks – Mixtape 4                                                   | 2008 | gościnnie rap w utworze "Od świtu do zmierzchu"                                             | [ 33 ] |
| Kowal CT – Jakie myśli takie słowa                                     | 2008 | gościnnie rap w utworze "W tym miejscu"                                                     | [ 34 ] |
| Kaczmi – I tyle                                                        | 2009 | gościnnie rap w utworze "Nocą"                                                              | [ 35 ] |
| RR Brygada – Super moc                                                 | 2009 | członek zespołu                                                                             | [ 21 ] |
| Wis/Igrekeno – W tym mieście                                           | 2009 | gościnnie rap w utworze "Te bibki"                                                          | [ 36 ] |
| Bubel – Juma                                                           | 2009 | gościnnie rap w utworze "Gdybym mógł..."                                                    | [ 37 ] |
| V!ruS – Power of Beats 2                                               | 2010 | gościnnie rap w utworze "Nocą"                                                              | [ 38 ] |
| Beat Squad – O czym szumią liście...                                   | 2010 | gościnnie rap w utworze "Niech wszyscy teraz klaszczą"                                      | [ 39 ] |
| Shellerini – Gościnnie... Shellerini                                   | 2010 | gościnnie rap w utworach "Nie zwalniam tempa" i "Od świtu do zmierzchu"                     | [ 40 ] |
| Galon & Kowall – Czysta natura                                         | 2010 | gościnnie rap w utworze "Obiecuje"                                                          | [ 41 ] |
| KrzyHu – Ósemka                                                        | 2010 | gościnnie rap w utworze "Twoje życie"                                                       | [ 42 ] |
| Slums Attack – Reedukacja                                              | 2011 | gościnnie rap w utworze "Głos Wielkopolski"                                                 | [ 43 ] |
| DJ Soina – Kręci mnie vinyl                                            | 2011 | gościnnie rap w utworze "Płoną wersy (Blend)"                                               | [ 44 ] |
| DonGURALesko – Zaklinacz deszczu                                       | 2011 | gościnnie rap w utworze "Kolor purpury (SzpadyRemix)"                                       | [ 45 ] |
| WSRH – Szkoła wyrzutków                                                | 2012 | gościnnie rap w utworze "Napadam na banki"                                                  | [ 46 ] |
| Donatan – Równonoc. Słowiańska dusza                                   | 2012 | gościnnie rap w utworze "Słowiańska krew"                                                   | [ 47 ] |
| DonGURALesko – Projekt jeden z życia moment                            | 2012 | gościnnie rap w utworze "Zwyczajne dzieje"                                                  | [ 48 ] |
| RR Brygada – Rarytas                                                   | 2012 | członek zespołu                                                                             | [ 21 ] |

## Teledyski
| Utwór                                                                                 | Rok  | Reżyseria                | Album                               | Źródło |
| ------------------------------------------------------------------------------------- | ---- | ------------------------ | ----------------------------------- | ------ |
| "Western"                                                                             | 2005 | Shatzi Studio            | Western                             | [ 49 ] |
| "Łestern 3" (gościnnie: Galon)                                                        | 2007 | Shatzi Studio            | Łestern 3                           | [ 49 ] |
| "A u mnie" (gościnnie: Galon)                                                         | 2008 | Dawid Szczawiski         | Czerwonacka masakra wódką żołądkową | [ 50 ] |
| "Twarda szkoła 2"                                                                     | 2008 | Dawid Szczawiski         | Uliczny flowklor                    | [ 51 ] |
| "Uliczny flowklor"                                                                    | 2009 | Dawid Szczawiski         | Uliczny flowklor                    | [ 52 ] |
| "Czekając na cud/ Płoną wersy" (gościnnie: DonGURALesko)                              | 2010 | 2M Media Group           | Uliczny flowklor                    | [ 53 ] |
| "Nie zwalniam tempa" (gościnnie: Shellerini, Słoń)                                    | 2010 | Wendland Films           | Uliczny flowklor                    | [ 54 ] |
| "Jestem zwycięzcą"                                                                    | 2011 | Wendland Films           | Magiczne pióro                      | [ 55 ] |
| "Wola walki"                                                                          | 2012 | Sfrontu Videos           | Magiczne pióro                      | [ 56 ] |
| "Biznes" (gościnnie: Kroolik Underwood)                                               | 2012 | Smoła Studio             | Magiczne pióro                      | [ 57 ] |
| "Nim zamkną drzwi"                                                                    | 2013 | —                        | Uliczny folwark                     | [ 58 ] |
| "Być Człowiekiem" (gościnnie: Kaczor, KęKę)                                           | 2014 | Krzysztof "CRK" Cichocki | Obudź się                           | [ 59 ] |
| "#Hot16Challenge"                                                                     | 2014 | —                        | —                                   | [ 60 ] |
| Gościnnie                                                                             |      |                          |                                     |        |
| Killaz Group – "Manewry"                                                              | 2007 | Dariusz Szermanowicz     | Operacja kocia karma                | [ 49 ] |
| KrzyHU – "Twoje życie"                                                                | 2010 | —                        | Ósemka                              | [ 61 ] |
| Donatan – "Słowiańska krew" (gościnnie: DonGURALesko, Kaczor, Shellerini, Rafi, Ry23) | 2012 | Piotr Smoleński          | Równonoc. Słowiańska dusza          | [ 62 ] |
| Kapsel, Rudy – "Liga mistrzów" (gościnnie: Zeus, Ry23)                                | 2013 | —                        | Gorzko słodki życia smak            | [ 63 ] |
| Grosik – "Miłość to muzyka" (gościnnie: Shellerini, Ry23)                             | 2014 | DondiVideo               | Lepsze jutro                        | [ 64 ] |

## Nagrody i wyróżnienia
| Rok  | Kategoria                                                                                                   | Nagroda                            | Uwagi      | Źródła |
| ---- | --- | ---------------------------------- | ---------- | ------ |
| 2011 | Wydarzenie Roku 2010 (Powrót formacji RR Brygada)                                                           | Podsumowanie 2010/Poznanskirap.com | 5. miejsce | [ 65 ] |
| 2011 | Artysta Roku 2010 (RR Brygada)                                                                              | Podsumowanie 2010/Poznanskirap.com | 6. miejsce | [ 65 ] |
| 2011 | Teledysk Roku 2010 ("Uliczny flowklor")                                                                     | Podsumowanie 2010/Poznanskirap.com | 7. miejsce | [ 65 ] |
| 2011 | Teledysk Roku 2010 (Dj Story, Sheller, Słoń, Ramona 23, Paluch, Kobra, Oldas, Pele, Gandzior – "To Miasto") | Podsumowanie 2010/Poznanskirap.com | 1. miejsce | [ 65 ] |
| 2011 | Album Roku 2010 (Uliczny flowklor)                                                                          | Podsumowanie 2010/Poznanskirap.com | 4. miejsce | [ 65 ] |
| 2011 | Album Roku 2010 (Super moc)                                                                                 | Podsumowanie 2010/Poznanskirap.com | 5. miejsce | [ 65 ] |
| 2011 | Artysta Roku 2010                                                                                           | Podsumowanie 2010/Poznanskirap.com | 5. miejsce | [ 65 ] |
| 2013 | Album roku (RR Brygada – Rarytas)                                                                           | Podsumowanie 2012/Poznanskirap.com | 5. miejsce | [ 66 ] |
| 2013 | Artysta roku (RR Brygada)                                                                                   | Podsumowanie 2012/Poznanskirap.com | 5. miejsce | [ 67 ] |